# Tiquilia
- Commons
- Wikispecies

Tiquilia é um gênero de plantas pertencente à família Boraginaceae.
As 27 espécies deste género são nativas do hemisfério ocidental, e são encontradas em sua maior parte em regiões desérticas.